# Malihabad
Malihabad è una suddivisione dell'India, classificata come nagar panchayat, di 15.806 abitanti, situata nel distretto di Lucknow, nello stato federato dell'Uttar Pradesh.

## Economia
Le piantagioni di mango della varietà Dasheri sono una delle principali fonti di reddito della regione, con i manghi esportati in molti paesi vicini.
Il ango Dasheri è molto delizioso e noto per la sua dolcezza e la polpa morbida.

## Nei film
Il vincitore del Filmfare Award (1979) e del National Film Award per il miglior film in hindi (1978), il film "Junoon" è stato girato principalmente nei Mahals di Malihabad. Il film in urdu del 1978 è stato prodotto da Shashi Kapoor e diretto da Shyam Benegal ed è stato un successo del suo tempo. Il film era basato sul romanzo scritto da Ruskin Bond "A Flight of Pigeons". E altri film come (shourgul), (mulk) e show come (savdhaan india) e film del sud girati a Malihabad.
Malihabad e i suoi famosi manghi vengono menzionati più volte durante il film Lakshya.

## Cultura
Malihabad è il luogo di nascita del Nawab Faqir Muhammad Khan Goya, il poeta e cortigiano di Awadh; di Josh Malihabadi insignito del Padma Bhushan, che in seguito emigrò in Pakistan. Abdur Razzaq Malihabadi, Abrar Hasan Khan Asar Malihabadi, Ahmad Saeed Malihabadi si svolgono nella poesia; Padma Shri Ghaus Mohammad Khan, il tennista e Anwar Nadeem, artista di scena, scrittore e poeta. è nato a Malihabad (India) nel 1962. Ha anche prodotto grandi scrittori come Mohsin Khan che possiedono uno stile di scrittura notevole. La sua opera in urdu Khvab ki Ta'bir ha ricevuto il primo premio in un concorso radiofonico che ha richiamato partecipanti da diciannove lingue indiane. dopo tutto noi osserva anche alcuni famosi scrittori hindi e poeta Haskar Malihabdi è uno dei poeti nati a Malihabad che scrisse Khand Kavya su Rani Durgavati. In seguito, per ragioni economiche, dovette recarsi in Madhya Pradesh 